# ALPAC
ALPAC （Automatic Language Processing Advisory Committee）は、ジョン・R・ピアース（英：John R. Pierce）によって率いられた7人の科学者の委員会だった。それは一般的な計算言語学での進歩と、とりわけ機械翻訳を評価するためにアメリカ合衆国政府によって1964年に創設された。1965年に発行された、その報告書は、機械翻訳でそこまでされてきた研究への大変な懐疑を提起して悪名を得ながらも、計算言語学の基礎的な研究の必要性を強調した；これは結局はアメリカ合衆国政府がその分野への投資を劇的に引き下げることを引き起こした。
ALPACは議長としてジョン・R.ピアースをもって1964年4月に準備された。
委員は次の通りだった。
1. ベル研究所に在職中だったジョン・R・ピアース
2. ハーバード大学から心理学者のジョン・B・キャロル（英語版）（英：John B. Carroll）
3. シカゴ大学から言語学者のエリック・P・ハンプ（英語版）（英：Eric P. Hamp）
4. ランド研究所から機械翻訳研究者のダビッド・Ｇ・ヘイズ（英語版）（英：David G. Hays）
5. コーネル大学から言語学者のチャールズ・F・ ホケット
6. ハーバード大学から機械翻訳研究者のアントニー・Ｇ・オッティンガー（英語版）（英：Anthony G. Oettinger）
7. カーネギー工科大学から人工知能研究者のアラン・パリス

証言は以下から聞いた：
- バンカー‐ラモ・コーポレーション（英語版）（英：Bunker-Ramo Corporation）のポール・ガバン（英：Paul Garvin）
- アイテック・コーポレーション（英：Itek Corporation）で以前はIBMのギルバート・キング（英：Gilbert King）
- テキサス大学からのウィンフレッド・P・リーマン（英：Winfred P. Lehmann）
- バンカー‐ラモ・コーポレーションのジュールス・マーサル（英：Jules Mersel）

ALPACの最終勧告（p.34）では、したがって、それらの研究はつぎのようなものに基づいて行なうべきであるとした。
1. 翻訳の評価についての実用的な方法
2. 人が翻訳する過程の速度を速めることにたいする手段
3. 翻訳の多くのソースの品質とコストの評価
4. まったく読めない翻訳の生出に対して防ぐような、翻訳の利用の調査
5. 翻訳の過程の全般にわたるなかでの遅れの研究と、雑誌と個人的なアイテムでの両方における、それらを打ち消すことの手段
6. 相対的な速度と多様な種類の機械支援の翻訳のコストの評価
7. 既存の機械化された編集と翻訳での生成過程の適応
8. 翻訳プロセスのすべてにわたるもの
9. 今では主に機械翻訳で調べるのに使う自動の辞書として存在しているところの用語集の改作物を含めた、翻訳者向けの十分な参考となる仕事の著作物